# Yale (Iowa)
Yale es una ciudad ubicada en el condado de Guthrie en el estado estadounidense de Iowa. En el Censo de 2010 tenía una población de 246 habitantes y una densidad poblacional de 347,92 personas por km².

## Geografía
Yale se encuentra ubicada en las coordenadas 41°46′31″N 94°21′26″O / 41.77528, -94.35722. Según la Oficina del Censo de los Estados Unidos, Yale tiene una superficie total de 0.71 km², de la cual 0.71 km² corresponden a tierra firme y (0%) 0 km² es agua.

## Demografía
Según el censo de 2010, había 246 personas residiendo en Yale. La densidad de población era de 347,92 hab./km². De los 246 habitantes, Yale estaba compuesto por el 98.78% blancos, el 0.41% eran afroamericanos, el 0.41% eran amerindios, el 0% eran asiáticos, el 0% eran isleños del Pacífico, el 0% eran de otras razas y el 0.41% pertenecían a dos o más razas. Del total de la población el 0% eran hispanos o latinos de cualquier raza.